# 마르디로스 미나캰

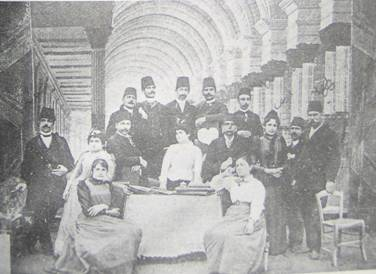
마르디로스 미나캰과 동료 배우들

마르디로스 미나캰(아르메니아어: Մարտիրոս Մնակեան, 1837년 9월 9일 콘스탄티노폴리스 ~ 1920년 2월 22일 콘스탄티노폴리스)는 터키의 배우이다.
오스만 제국의 지배를 받고 있던 콘스탄티노폴리스에서 아르메니아인 부모의 아들로 태어났다. 콘스탄티노폴리스 하스쾨이(Hasköy) 구역에 위치한 네르세샨(Nersesyan) 학교를 졸업했으며 1857년에는 아마추어 연극 배우로 데뷔했다. 1862년에는 베이욜루에 위치한 나움 극장(Naum)에서 프로 연극 배우로 데뷔했고 1864년에는 프랑스 오페레타에 출연했다.
러시아-튀르크 전쟁이 진행 중이던 1877년부터 1878년까지는 에디르네에서 오페라, 오페레타 공연을 펼쳤고 1878년부터 1885년까지는 트빌리시, 스미르나, 아다나, 테살로니키, 이집트를 오가며 공연을 펼쳤다.
이집트에서 오스만 제국으로 귀환한 이후에는 동료들과 함께 오스만 연극 회사(Osmanlı Dram Kumpanyası)를 설립했다. 이 회사는 오스만 제국 시대에 250편이 넘는 연극, 오페라, 오페레타를 주관했다. 1914년부터 1916년까지 이스탄불 음악원에서 교수로 근무했다.